# XXXLutz

Logo XXXLutz

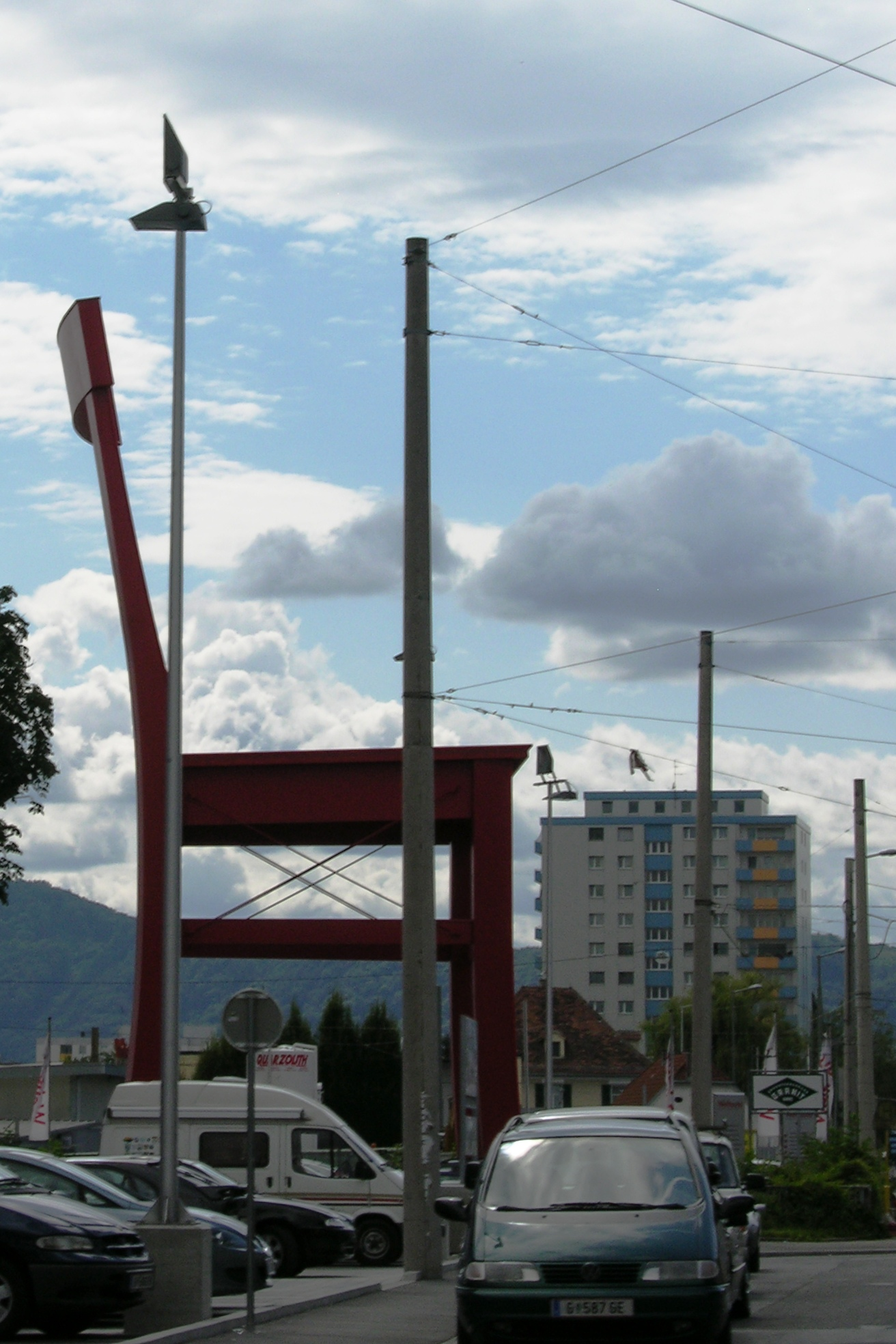
Krzesło Lutza przy ulicy Karlauergürtel w Grazu

XXXLutz GmbH – austriacka sieć domów meblowych, założona w 1945, zatrudniająca 17.400 pracowników. Polityka ekspansyjna Grupy XXXLutz wiąże ją z markami: XXXLutz, Mömax, Möbelix, XXXL Neubert, XXXL Hiendl, XXXL Bierstorfer, XXXL Mann Mobilia.
Siedziba główna firmy znajduje się w Wels, prezesem firmy jest Günther Gruber.

## Galeria

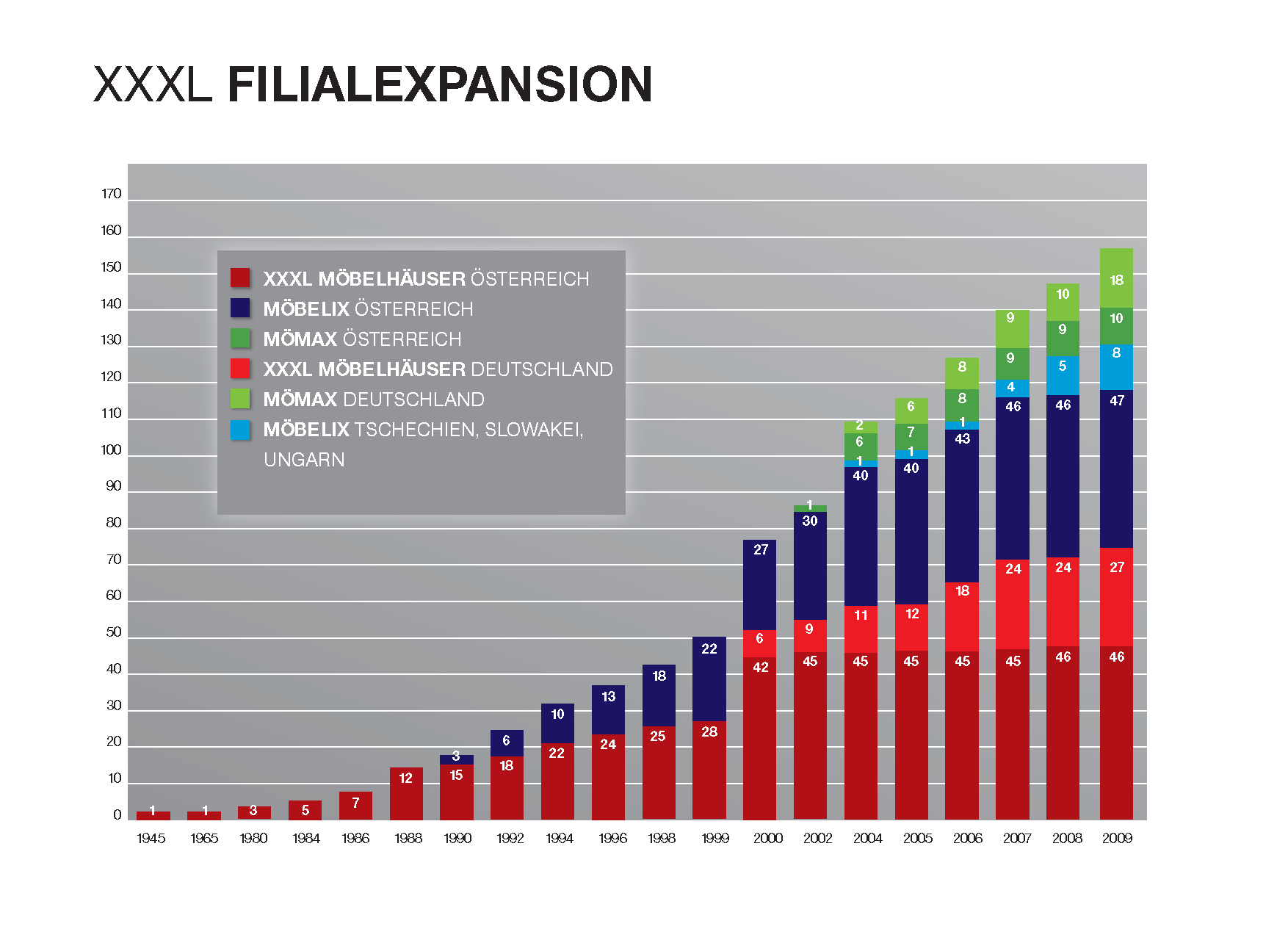
Przyrost liczby domów
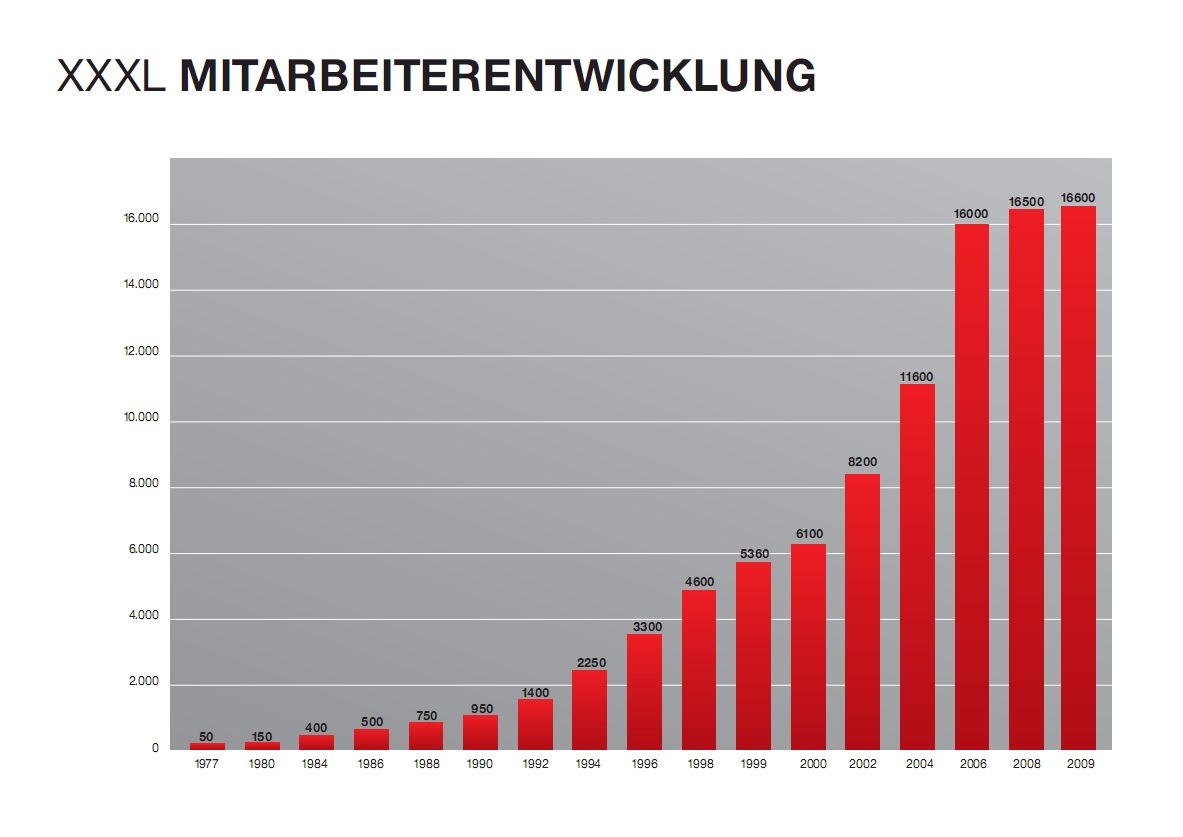
Przyrost liczby pracowników